# (5458) Aizman
(5458) Aizman (1980 TB12) – planetoida z pasa głównego asteroid okrążająca Słońce w ciągu 5,66 lat w średniej odległości 3,18 j.a. Odkryta 10 października 1980 roku.